# Municipio de Baker (condado de Izard)
El municipio de Baker (en inglés: Baker Township) es un municipio ubicado en el condado de Izard en el estado estadounidense de Arkansas. En el año 2010 tenía una población de 203 habitantes y una densidad poblacional de 3,9 personas por km².

## Geografía
El municipio de Baker se encuentra ubicado en las coordenadas 36°13′33″N 91°49′41″O / 36.22583, -91.82806. Según la Oficina del Censo de los Estados Unidos, el municipio tiene una superficie total de 52.12 km², de la cual 52,12 km² corresponden a tierra firme y (0 %) 0 km² es agua.

## Demografía
Según el censo de 2010, había 203 personas residiendo en el municipio de Baker. La densidad de población era de 3,9 hab./km². De los 203 habitantes, el municipio de Baker estaba compuesto por el 98,03 % blancos, el 0,49 % eran afroamericanos, el 1,48 % eran de otras razas. Del total de la población el 0,99 % eran hispanos o latinos de cualquier raza.